# Dinastia tràcia
La Dinastia tràcia o Casal de Lleó governà l'Imperi Romà d'Orient de l'any 457 fins al 518, i també algunes parts de l'Imperi Romà d'Occident del 474 al 480.
Els emperadors d'aquesta dinastia varen ser:
1. Lleó I el Traci (Valerius Leo) (401-474). Emperador des del 457 al 474. Ascendí des de la carrera militar.
2. Lleó II (467-474). Emperador durant deu mesos l'any 474. Net de Lleó I, i fill de Zenó.
3. Zenó (425-491). Emperador des del 474 al 475. Gendre de Lleó I, era un isauri anomenat Tarasicodissa.
4. Basilisc. Emperador des del 475 al 476. Cunyat de Lleó I, va ser un usurpador.

- Zenó. Va recuperar el tron i va ser emperador des del 476 al 491.

1. Anastasi I (430-518). Emperador des del 491 al 518. Va ser gendre de Lleó I, ascendit en casar-se amb la vídua de Zenó, Ariadna.

Altres membres de la família varen ser:
- Èlia Verina, muller de Lleó I i germana de Basilisc.
- Armaci, general, nebot de Basilisc i Verina
- Èlia Ariadna, filla de Lleó I, muller de Zenó i després d'Anastasi I.
- Juli Nepot, emperador de l'Imperi Romà Occidental, marit d'una neboda de Lleó I.[1]